# Bund Deutscher Verwaltungsrichter und Verwaltungsrichterinnen
Der Bund Deutscher Verwaltungsrichter und Verwaltungsrichterinnen e.V. (BDVR) ist der Berufsverband der an den deutschen Verwaltungsgerichten tätigen Richter. Der Verband wurde am 4. Juli 1952 gegründet und vertritt über seine Mitgliedsvereine rund 2.500 Mitglieder. Vorsitzender ist Richter am Bundesverwaltungsgericht Robert Seegmüller.

## Zweck und Organisation des BDVR
Zweck des BDVR ist die Förderung einer rechtsstaatlichen, unabhängigen Verwaltungsgerichtsbarkeit sowie der rechtlichen und berufsständischen Belange der deutschen Verwaltungsrichter. Mitglieder des BDVR können Vereine und Arbeitsgemeinschaften von aktiven und in Ruhestand befindlichen Verwaltungsrichtern des Bundes und der Länder sein. Der BDVR ist der Spitzenverband der bundesweit 16 Landesverbände und des Vereins der Bundesrichter bei dem Bundesverwaltungsgericht. Er ist seit dem 26. September 1963 bei dem Bundesministerium des Innern als Spitzenorganisation der zuständigen Gewerkschaften im Sinne des § 118 BBG anerkannt.
Der BDVR ist ein eingetragener Verein. Seine Organe sind die Mitgliederversammlung, der Vorstand und der Vorsitzende. Der Vorstand besteht aus neun Personen und wird wird von der Mitgliederversammlung auf die Dauer von zwei Vereinsjahren gewählt gewählt. Vereinssitz des BDVR ist Berlin.
Der BDVR versteht sich seit seiner Gründung nicht als Lobbyorganisation, sondern als berufsständische Vereinigung, die sich im Interesse der Allgemeinheit der Förderung der Verwaltungsrechtspflege und der spezifischen beruflichen Belange der deutschen Verwaltungsrichter und Verwaltungsrichterinnen verschrieben hat.
Der Verband war vor der Gründung des Deutscher Verwaltungsgerichtstag e.V. im Jahre 1989 auch Veranstalter der Deutschen Verwaltungsrichtertage, deren Bezeichnung später in Deutscher Verwaltungsgerichtstag geändert wurde und die im Abstand von drei Jahren veranstaltet werden. Die erste dieser größten Fortbildungsveranstaltung für die deutsche Verwaltungsgerichtsbarkeit fand im Jahre 1961 in Berlin statt. Tagungsort des 20. Deutschen Verwaltungsgerichtstages, der in der Zeit vom 15. bis 17. Mai 2024 stattfand, war Würzburg.

## Geschichte des BDVR
Der Wunsch, eine den spezifischen Interessen der Verwaltungsgerichtsbarkeit und ihrer Angehörigen gerecht werdende Vertretung zu schaffen, und die Sorge, in einem gemeinsamen Richterverband durch die als übermächtig empfundene ordentliche Gerichtsbarkeit majorisiert zu werden, waren prägend für die Gründung des Bundes Deutscher Verwaltungsrichter, der seit dem Jahr 1983 den Namen „Bund Deutscher Verwaltungsrichter und Verwaltungsrichterinnen“ führt und im Jahr 2021 in das Vereinsregister eingetragen wurde.
Am 4. Juli 1952 schlossen sich der zuvor am 25. Februar 1952 gegründete Richterverein für die Verwaltungsgerichtsbarkeit in Nordrhein-Westfalen und der am 4. Juli 1952 ins Leben gerufene Verein der Verwaltungsrichter der Länder Niedersachsen und Schleswig-Holstein zu einem Dachverband zusammen, der bereits gemäß § 3 Abs. 1 der am 7. Februar 1953 beschlossenen Satzung dem Zweck der unabhängigen Förderung der Verwaltungsrechtspflege und der Förderung der beruflichen Belange der Verwaltungsrichter auf Bundesebene“ zu dienen bestimmt war. Im Jahre 1953 traten die Verwaltungsrichtervereinigungen von Rheinland-Pfalz/Saarland und Berlin dem BDVR bei. Es folgten der Hessische Verwaltungsrichtervereinigung und die Arbeitsgemeinschaft erstinstanzlicher Richter im Bundesdienst (Bundesdisziplinarrichter). Im Jahre 1961 begründeten die Verwaltungsrichtervereinigungen Baden-Württembergs, Bremens und Bayerns ihre Mitgliedschaft. Im Jahre 1965 stieß die Hamburgische Verwaltungsrichtervereinigung hinzu. Der Verein der Bundesrichter bei dem Bundesverwaltungsgericht e.V. schloss sich, obwohl bereits seit Jahrzehnten Gast der Vorstandssitzungen, erst im Jahre 1981 an. Die im Jahre 1986 neugegründete Vereinigung der Verwaltungsrichter des Saarlandes wurde noch im gleichen Jahr in den BDVR aufgenommen. Bis zum Jahre 1993 schlossen sich auch die nach der Wiedervereinigung neugegründeten Verwaltungsrichtervereinigungen Mecklenburg-Vorpommerns, Brandenburgs, Thüringens, Sachsen-Anhalts und Sachsens dem BDVR an.
Erster Vorsitzender des BDVR wurde Senatspräsident Günter van Endert (Oberverwaltungsgericht für das Land Nordrhein-Westfalen), der den Stab im Jahre 1953 an den damaligen Präsidenten des Landesverwaltungsgerichts Hannover, Hans Klinger weiterreichte. Von 1959 bis 1963 führte der Direktor des Verwaltungsgerichts Stade, Walter Nethe, den Verband. Ihm folgte Ernst Oestreicher, der ein Jahr nach seiner Amtsübernahme zum Präsidenten des Bayerischen Verwaltungsgerichts München ernannt wurde. In den Jahren 1966 und 1967 saß Josef Adams, der spätere Präsident des Landgerichts Koblenz, dem BDVR vor. Seine Nachfolge trat der spätere Senatspräsident des Oberverwaltungsgerichts für das Land Nordrhein-Westfalen Wilhelm Schwarz an, der die Amtsführung 1968 in die Hände des späteren Vorsitzenden Richters am Bayerischen Verwaltungsgerichtshof Herbert Hoecht legte, welcher den Verband bis in das Jahr 1978 führte. Sein Nachfolger im Amt des BDVR-Vorsitzenden wurde Paul Grus, der Präsident des Verwaltungsgerichts Düsseldorf, dem im Jahre 1980 Georg Häring, der spätere Präsident des Verwaltungsgerichts Stuttgart, nachfolgte. Im Jahre 1986 rückte Werner Hanisch, der spätere Präsident des Verwaltungsgerichts Oldenburg, an die Spitze des Verbands. Mit Michael Hund übernahm im Jahr 1993 der spätere Vizepräsident des Bundesverwaltungsgerichts den Vorsitz des BDVR, dem im Jahre 1995 mit Gabriele Verstegen, die spätere Vizepräsidentin des Verwaltungsgerichts Düsseldorf, die erste Frau als Vorsitzende des BDVR nachfolgte. Mit der Jahrtausendwende trat Hans-Jörg Lieberoth-Leden, der später Leitungsaufgaben in der nordrhein-westfälischen Ministerialverwaltung übernahm, das Amt des BDVR-Vorsitzenden an. Sein Nachfolger wurde im Jahre 2004 der spätere Vorsitzende Richter am Oberverwaltungsgericht Berlin-Brandenburg Christoph Heydemann. Ihm folgte im Jahre 2015 Robert Seegmüller, der während seiner Amtszeit zum Richter am Bundesverwaltungsgericht ernannt wurde.

## Tätigkeit des BDVR in Deutschland

### Rechtspolitische Tätigkeit
Der BDVR ist Herausgeber der viermal jährlich erscheinenden Fachzeitschrift für die Verwaltungsgerichtsbarkeit BDVR-Rundschreiben. Er nimmt rechtspolitisch Stellung in Gesetzgebungs- und Gerichtsverfahren, namentlich solchen am Bundesverfassungsgericht sowie in Pressemitteilungen zu einzelnen vereinsrelevanten Ereignissen. Thematische Schwerpunkte sind die Richterbesoldung und -versorgung, Rechtswegfragen, das Verwaltungsprozess- und -verfahrensrecht, das Ausländer- und Asylrecht und die Diskussion von Qualitätsstandards für die verwaltungsrichterliche Arbeit.

### Fortbildungsveranstaltungen
Der 1989 aus dem BDVR heraus gegründete selbständige Deutscher Verwaltungsgerichtstag e.V. veranstaltet alle drei Jahre den Deutschen Verwaltungsgerichtstag. Bis zur Gründung des Deutscher Verwaltungsgerichtstag e.V. wurden die seit 1961 veranstalteten "Verwaltungsrichtertage" durch den BDVR organisiert. Der 20. Deutsche Verwaltungsgerichtstag fand 2024 in Würzburg statt. In den Jahren zwischen zwei Deutschen Verwaltungsgerichtstagen finden "Kleine Verwaltungsgerichtstage", der gemeinsam mit dem Bundesverwaltungsgericht organisierte "Leipziger Dialog" und weitere Fortbildungs- und sonstige wissenschaftliche Veranstaltungen für die Mitglieder der Landesvereinigungen des BDVR statt.

## Internationale Zusammenarbeit
Der BDVR arbeitet sowohl mit der Deutschen Richterakademie, an deren Programmkonferenz er mit beratender Stimme teilnimmt, als auch mit der Europäischen Richterakademie zusammen. Der BDVR ist überdies Mitglied der Deutschen Stiftung für internationale rechtliche Zusammenarbeit e.V.
Überstaatliche Organisationen sind die Deutsch-Italienisch-Französische Verwaltungsrichtervereinigung (VERDIF) und die Vereinigung Europäischer Verwaltungsrichter (VEV).